# Gabriel Bitan
Gabriel Bitan (* 23. Juli 1998 in Bukarest) ist ein rumänischer Leichtathlet, der sich auf den Weitsprung spezialisiert hat. 2023 gewann er die Bronzemedaille bei den Halleneuropameisterschaften.

## Sportliche Laufbahn
Erste internationale Erfahrungen sammelte Gabriel Bitan beim Europäischen Olympischen Jugendfestival (EYOF) 2013 in Utrecht, bei dem er mit einer Weite von 7,41 m die Goldmedaille im Weitsprung gewann und mit der rumänischen 4-mal-100-Meter-Staffel in 42,86 s den vierten Platz belegte. Im Jahr darauf qualifizierte er sich für die Olympischen Jugendspiele in Nanjing und belegte dort mit 7,32 m den fünften Platz. 2019 siegte er bei den Balkan-Hallenmeisterschaften in Istanbul mit einem Sprung auf 7,74 m und schied im Sommer bei den U23-Europameisterschaften im schwedischen Gävle mit 7,49 m in der Qualifikation aus. Im Jahr darauf klassierte er sich bei den Balkan-Hallenmeisterschaften in Istanbul mit 7,44 m auf dem neunten Platz und bei den Freiluftmeisterschaften in Cluj-Napoca erreichte er mit 7,51 m Rang fünf. 2021 gewann er bei den Balkan-Hallenmeisterschaften in Istanbul mit 7,90 m die Silbermedaille und wurde anschließend bei den Halleneuropameisterschaften in Toruń mit 7,72 m im Finale Achter. Ende Juni siegte er mit neuer Bestleistung von 8,11 m bei den Balkan-Meisterschaften in Smederevo. Im Jahr darauf siegte er mit 8,07 m bei den Balkan-Meisterschaften in Craiova und verpasste anschließend bei den Europameisterschaften in München mit 7,64 m den Finaleinzug.
2023 gewann er bei den Halleneuropameisterschaften in Istanbul mit einem Sprung auf 8,00 m die Bronzemedaille hinter dem Griechen Miltiadis Tendoglou und Thobias Montler aus Schweden. Im Juni wurde er bei der 2. Liga der Team-Europameisterschaft im Rahmen der Europaspiele in Chorzów mit 7,68 m Vierter. Anschließend belegte er bei den Balkan-Meisterschaften in Kraljevo mit 7,48 m den sechsten Platz, ehe er bei den Weltmeisterschaften in Budapest mit 7,32 m in der Qualifikationsrunde ausschied.
In den Jahren von 2019 bis 2023 wurde Bitan rumänischer Meister im Weitsprung im Freien sowie von 2019 bis 2021 und 2023 auch in der Halle.

## Persönliche Bestleistungen
- Weitsprung: 8,11 m (+0,2 m/s), 26. Juni 2021 in Smederevo
  - Weitsprung (Halle): 8,14 m, 6. Februar 2021 in Bukarest